# Empis nartshuki
Empis nartshuki är en tvåvingeart som beskrevs av Shamsev 2001. Empis nartshuki ingår i släktet Empis och familjen dansflugor. Inga underarter finns listade i Catalogue of Life.